# 大夏龍雀刀
大夏龍雀刀（だいかりゅうじゃくとう）は、中国五胡十六国時代に匈奴系夏国の君主・赫連勃勃が製造させた名刀である。『晋書』『水経注』など複数の史書に記録され、「古代十大名刀」の一つとされる。刀身には銘文が刻まれ、龍と雀を組み合わせた装飾が特徴的であった。

## 歴史
- 製造背景：赫連勃勃は武器の品質を極端に重視し、工芸品の完成度が低い場合は工匠を処刑した。この厳格な管理下で、百錬鋼と灌鋼法を併用した高品質の刀剣が製造された[1]。
- 伝承：赫連勃勃の死後、息子・赫連昌が継承したが、北魏との戦闘で敗北し、敵将・安頡の手に渡った[3]。安頡の死後、彼の墓に副葬されたと推測される。
- 後世への影響：日本の七支刀（ななつさやのたち）のデザインに影響を与えた可能性が指摘されている[4]。

## 特徴
- 形状：環首刀（刀の柄端に環状の装飾）の一種で、刀環に龍と雀の彫刻を施した「龍雀大環」が特徴[2]。
- 技術：当時最先端の灌鋼法（生鉄と熟鉄を組み合わせる製法）と百回以上の鍛錬を経て製造された[1]。

## 文献記載
- 『晋書』卷130[1]
- 『水経注』卷3[2]
- 『古今刀剣録』（南北朝時代）[5]

## 現代の研究
考古学者は、北魏の安頡の墓が河南省洛陽または山西省代県に存在すると推測し、将来的な発掘で刀が発見される可能性を指摘している。